# Kei Road
Kei Road este un oraș din Provincia Eastern Cape, Africa de Sud.